# Svàtove (Luhansk)
|  | Per a altres significats, vegeu «Svàtove (Crimea)». |

Svàtove (en ucraïnès: Сватове, en rus: Сватово, Svàtovo) és una ciutat pertanyent a l'óblast de Luhansk a Ucraïna. Situada a l'est del país, serveix com a centre administratiu del raion de Svàtove i centre del municipi homònim.
La ciutat es troba controlada per Rússia des del 6 de març de 2022, sent ocupada com a part de la República Popular de Luhansk.

## Geografia
Svàtove es troba a la vora del riu Krasna, un afluent del Donets, a la regió històrica d'Ucraïna Slobodà. La ciutat està situada al nord de l'óblast de Luhansk i a 160 km al nord-oest de la ciutat de Luhansk.

### Clima
La ciutat de Svàtove té un clima càlid continental, moderadament àrid, amb estius calorosos i secs, hiverns freds i sense neu amb desglaços freqüents.

## Història
La ciutat va ser fundada a la vall de Krasna al voltant del 1660 per colons cosacs i primer es va dir Svàtova Lutshka (en ucraïnès, Сватова Лучка), des del 1825 Novokaterinoslav (en Ucrainès: Новокатеринослав). El desenvolupament de la ciutat va ser ajudat per l'estació de tren construïda entre el 1894 i el 1895 a la línia ferroviària Kúpiansk-Lissitxansk.
Després de la caiguda de l'Imperi rus, Novokaterinoslav va estar breument en mans de la República Popular d'Ucraïna, fins que va passar a ser part de l'URSS. El nom de la ciutat es va canviar de nom a Svàtove el 1923 i es va convertir en aquest mateix any en el centre del districte. Un periòdic local s'ha publicat a la ciutat des de setembre de 1931. Svàtovo va rebre l'estatus de ciutat el 1938.
Durant la Segona Guerra Mundial, la ciutat va ser ocupada per les tropes alemanyes del 9 de juliol del 1942 al 31 de gener del 1943, quan va ser alliberada en l'ofensiva de Voroshilovgrad.
Després de la proclamació de la separatista República Popular de Luhansk el 27 d'abril de 2014, l'óblast de Luhansk es va convertir en un camp de batalla de la guerra del Donbàs. Svàtovo va romandre sota el control del govern ucraïnès i el pseudo-referèndum separatista de l'11 de maig sobre la independència no es va celebrar a la ciutat.
En la nit del 30 de setembre de 2014, un monument a Lenin va ser derrocat a la ciutat. Entre el 29 i el 30 d'octubre del 2015, dues persones van morir i vuit van resultar ferides com a resultat d'explosions provocades per un incendi al dipòsit de municions en Svàtove.
Durant la invasió russa d'Ucraïna el 2022, Svàtove va ser controlada el 6 de març de 2022 per les forces russes i de la RPL. Després d'una gran contraofensiva de les forces ucraïneses a principis de setembre de 2022, es va informar que les forces russes estaven abandonant la ciutat.

## Demografia
L'evolució de la població entre 1864 i 2021 va ser la següent:
| 1911   | 1939   | 1959   | 1970   | 1979   | 1989   | 2001   | 2005   | 2013   | 2017   | 2019   | 2021   |
| ------ | ------ | ------ | ------ | ------ | ------ | ------ | ------ | ------ | ------ | ------ | ------ |
| 14 877 | 20 799 | 21 455 | 23 002 | 22 628 | 21 625 | 19 495 | 19 114 | 18 241 | 17 844 | 16 905 | 16 420 |

Segons el cens de 2001, la majoria de la població són ucraïnesos (90%) però la ciutat compta també una minoria de russos (8,6%).

## Economia
La indústria de la ciutat consisteix en empreses que processen productes agrícoles, presten serveis a la producció agrícola, la metal·lúrgia, la indústria lleugera i la impremta. El 2019 s'estava construint a la ciutat un complex de recàrrega amb un volum d'emmagatzematge de 300 metres cúbics per a ús propi de l'empresa Nibulon.

## Infraestructura

### Arquitectura i monuments
Svàtovo conserva alguns edificis de finals del s. XIX com un antic edifici bancari. A més té un museu d'història local del districte, que compta amb gairebé 10.000 objectes. També és destacable el parc Svativski, un parc-monument d'art de jardins i parcs d'importància local a Ucraïna. Altres monuments a la ciutat són el memorial de la Segona Guerra Mundial o a la locomotora de vapor.

### Transport
Per Svàtove passa per l'autopista H26, que després es converteix en H21 cap a Luhansk. A més és una estació ferroviària de càrrega i passatgers en direcció Liman.

## Persones il·lustres
- Hryhoriy Illyashov (1965): espia ucraïnès que va ser agent del KGB i el 2010 va ser nomenat cap del Servei d'Intel·ligència Exterior d'Ucraïna.
- Yaroslav Yampol (1990): futbolista professional ucraïnès que juga com a migcampista ofensiu al Świt Nowy Dwór Mazovia de la III Lliga de Polònia.

## Galeria

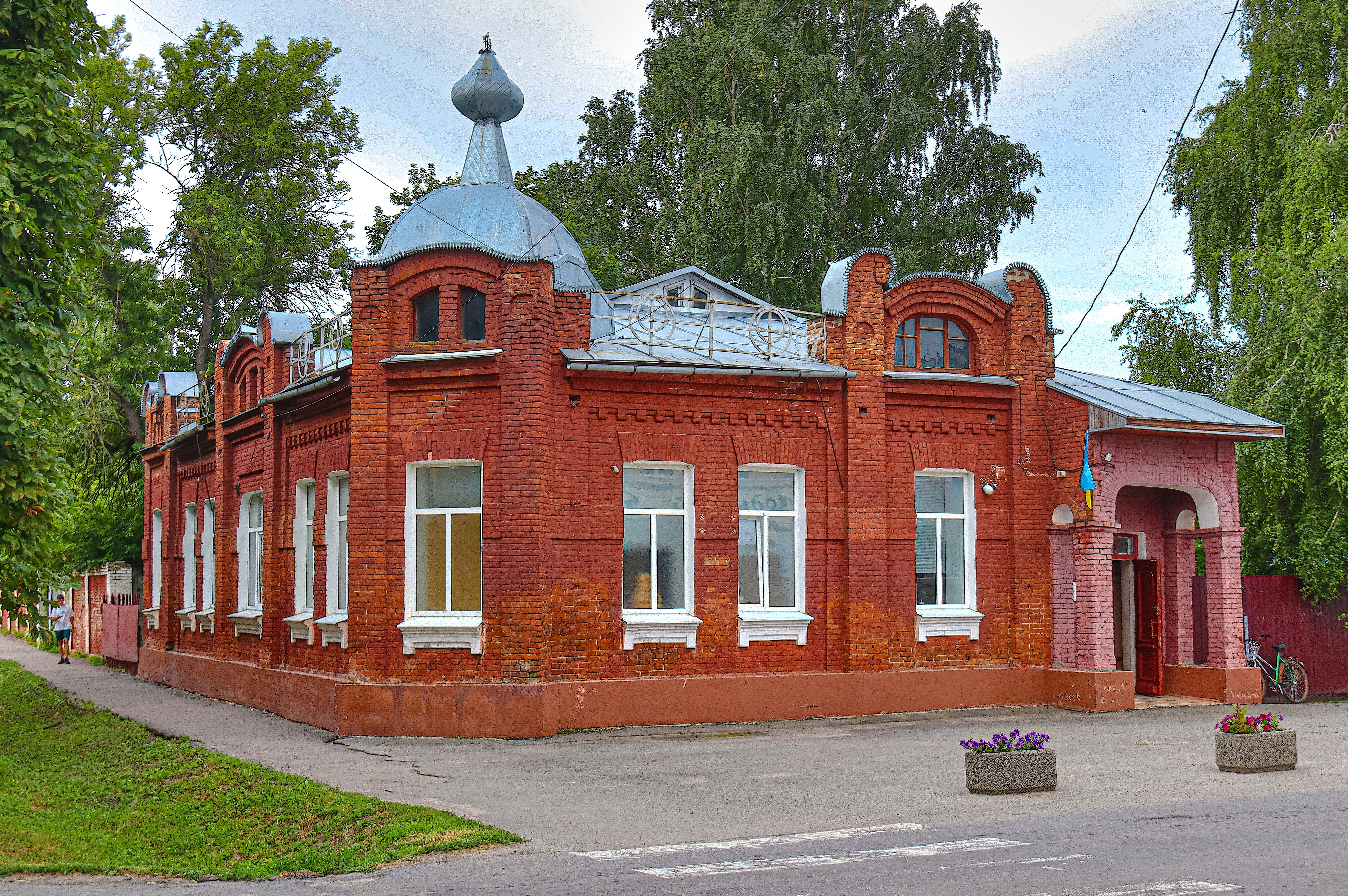
Edifici a Svàtove
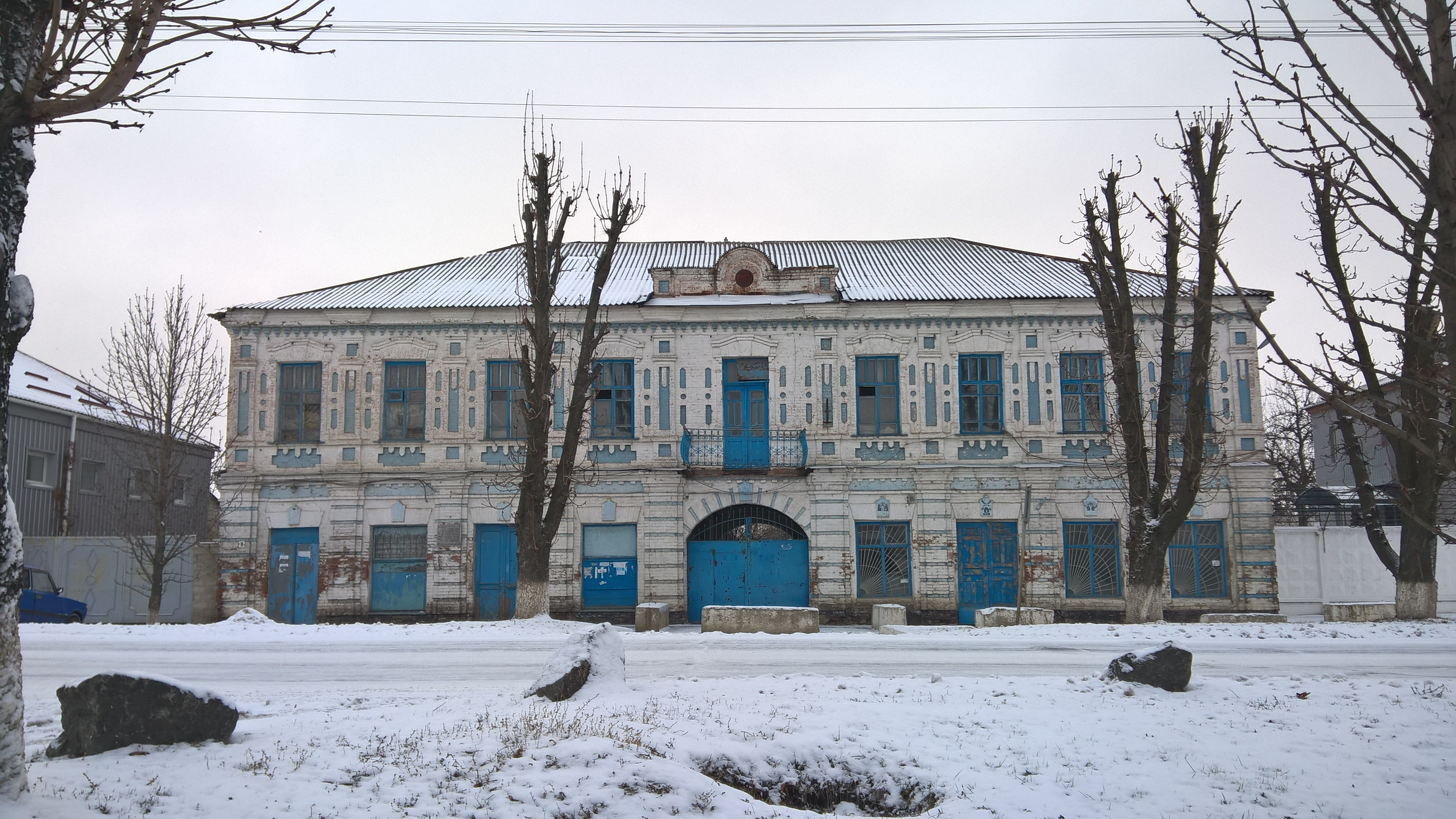
Antic banc local
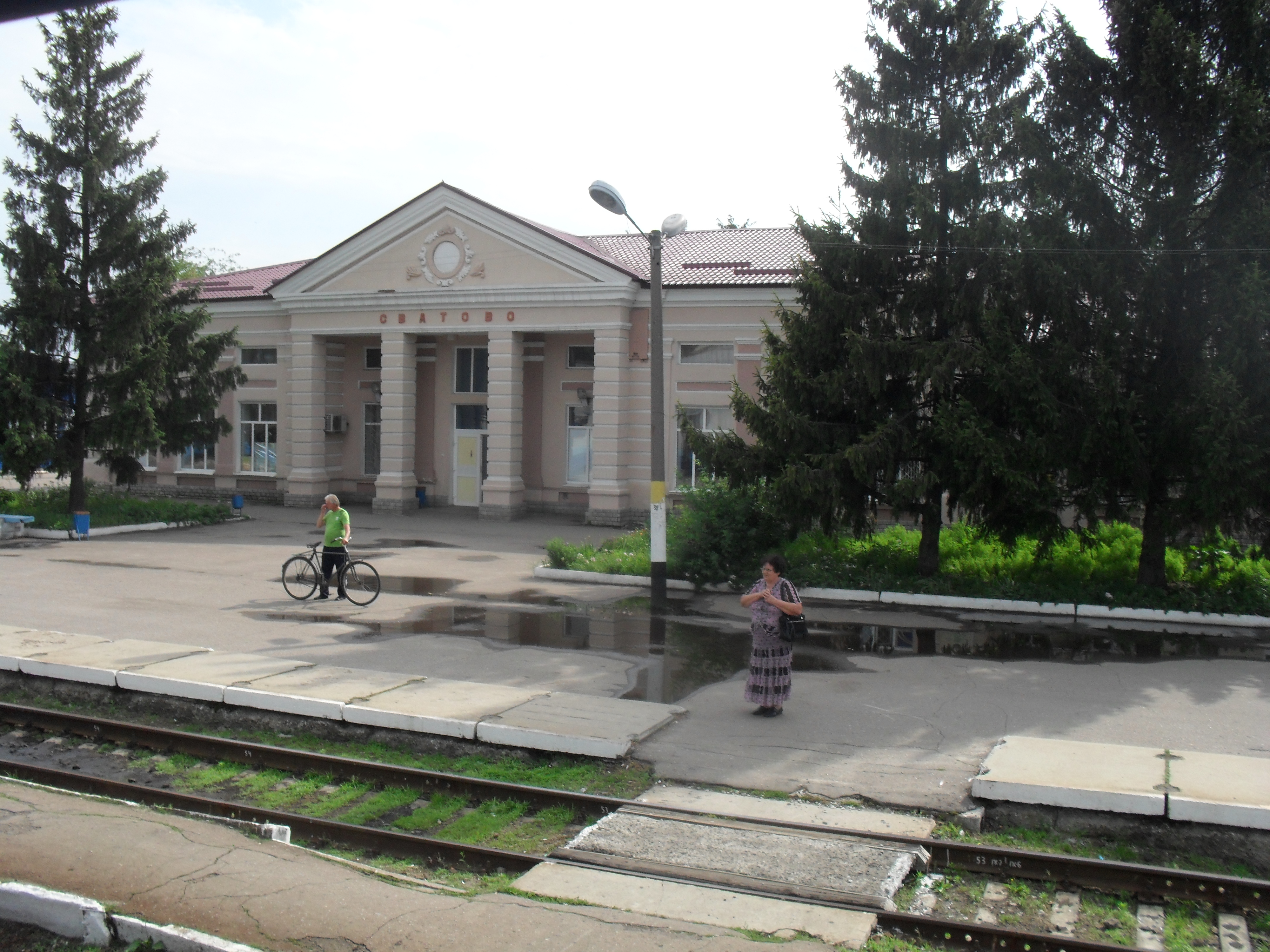
Estació de trens
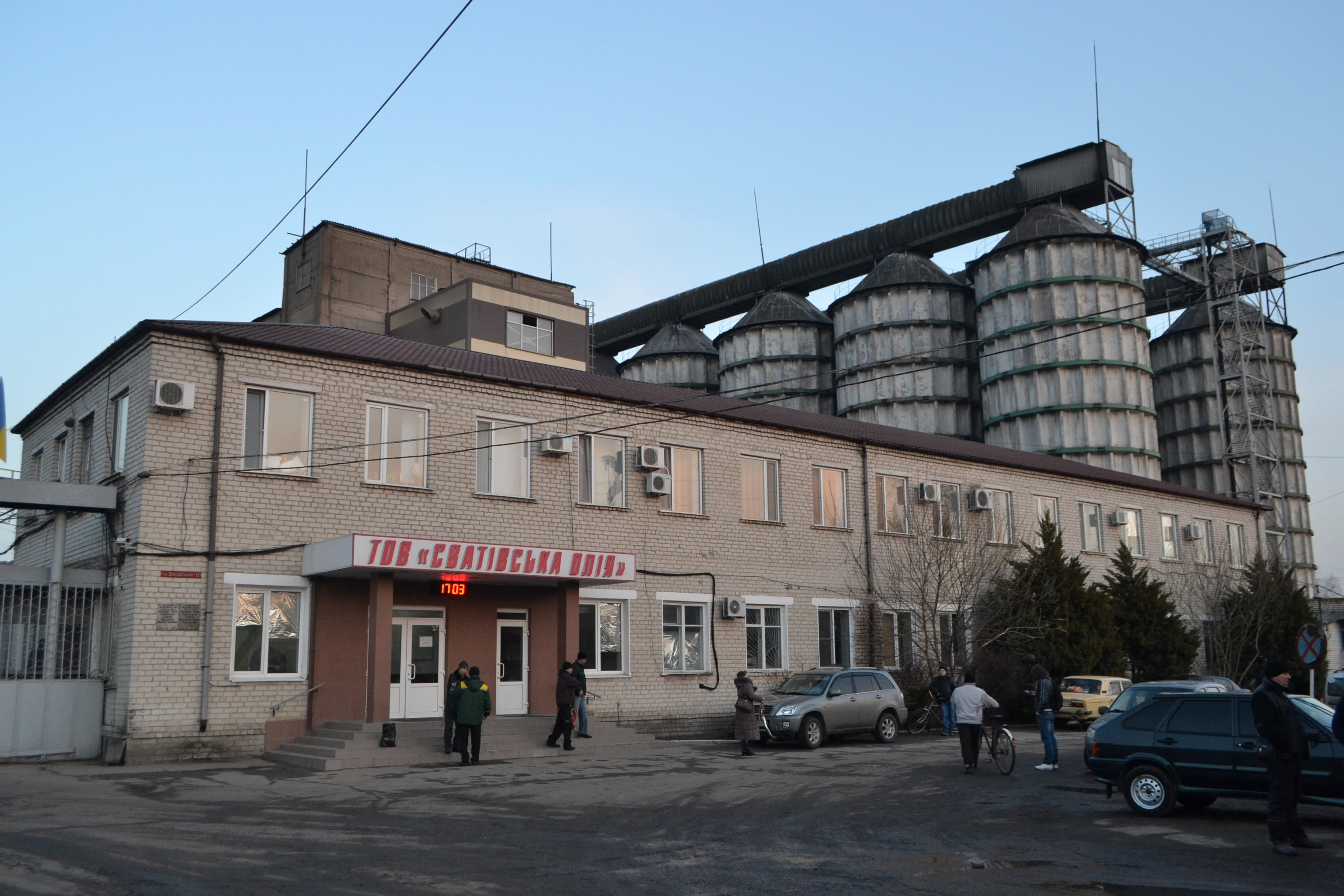
Planta d'oli

## Ciutats germanades
Svàtovo està germanada amb les següents ciutats:
- Plungė, Lituània.
- Busk, Ucraïna.[12]
- Kivertsi, Ucraïna.[12]